# 251449 Olexakorol'
251449 Olexakorol' è un asteroide della fascia principale. Scoperto nel 2008, presenta un'orbita caratterizzata da un semiasse maggiore pari a 2,7696681 au e da un'eccentricità di 0,1145506, inclinata di 8,67586° rispetto all'eclittica.
L'asteroide è dedicato all'astronomo ucraino Oleksiy Kostyantynovyč Korol'.